# Assinga 1
Ne doit pas être confondu avec Assinga 2.
Assinga 1 est une commune située dans le département de Gorom-Gorom, dans la province d'Oudalan, région du Sahel, au Burkina Faso.